# Route 3 (Colombie-Britannique)
La Route 3, officiellement la Route Crowsnest, est une route de 841 km (523 mi) traversant le sud de la Colombie-Britannique. Elle relie la route 1 (Route transcanadienne) à Hope au Col du Nid de Corbeau à la frontière de l'Alberta. La route constitue le segment ouest de la route Crowsnest qui relie ultimement Hope à Medicine Hat, Alberta.

## Description du tracé

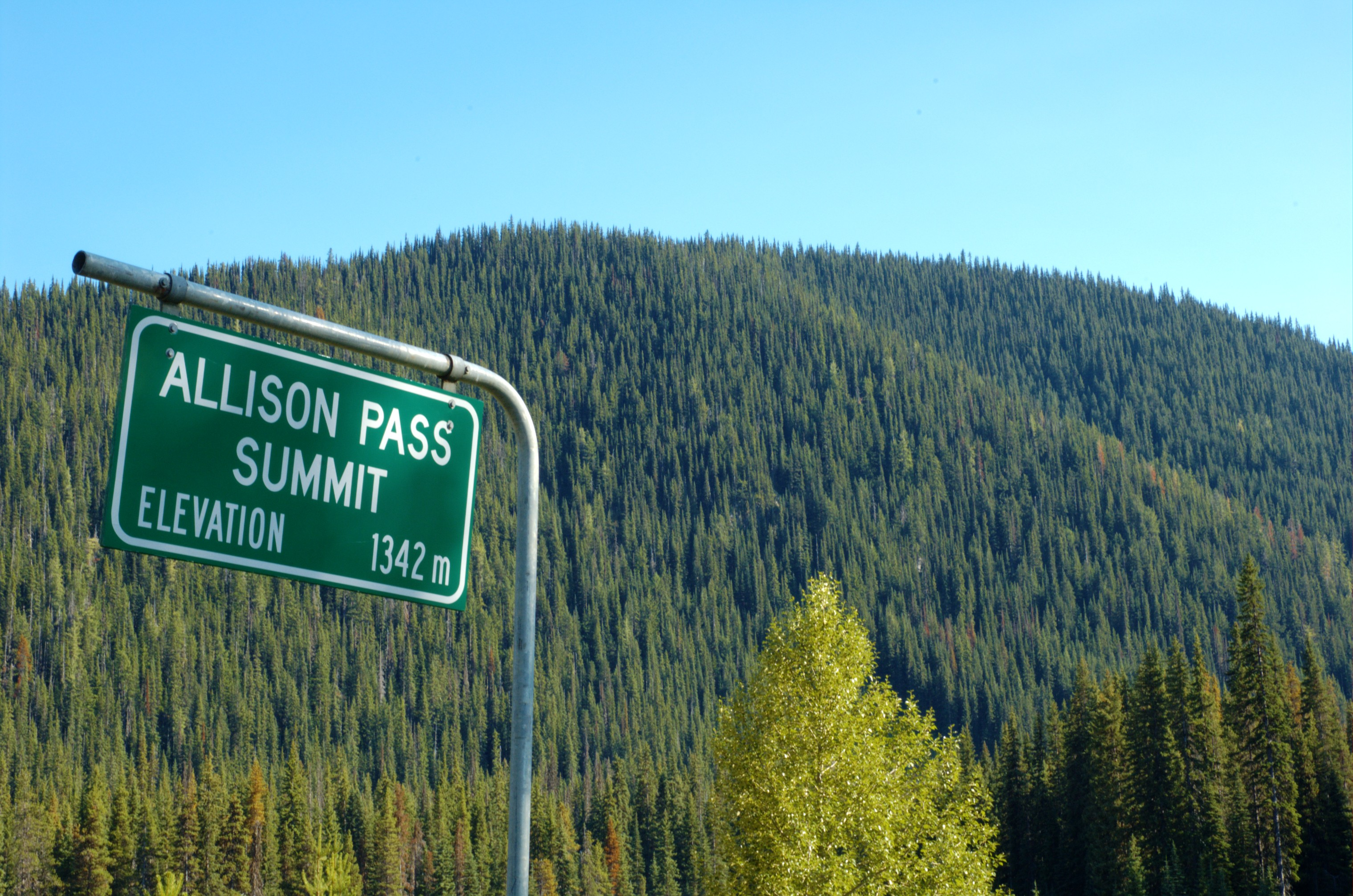
Le col Allison.

La route 3 débute à Hope. Depuis Vancouver, la route 1 (route transcanadienne) atteint Hope depuis l'ouest en autoroute à quatre voies. Cependant, à la sortie 170, la route 1 quitte le tracé autoroutier et continue vers le nord en longeant le fleuve Fraser. L'autoroute continue vers l'est le long de la rivière Coquihalla en étant désignée route 3 et route 5 sur 7 km (4 mi) jusqu'à la sortie 177. Là, l'autoroute bifurque vers le nord en devenant la route 5 (Coquihalla Highway) vers Merritt alors que la route 3 prend la sortie et continue vers l'est en direction de Princeton. Connue comme la Hope–Princeton Highway, elle compte de nombreuses pentes ascendantes dans la Chaîne des Cascades. Elle grimpe d'abord Hope Slide, suivie par le Col Allison à une altitude de 1 342 m (4 403 ft). Après le col Allison, la route entame une descente sur 64 km (40 mi) le long de la rivière Similkameen avant de grimper à nouveau vers le Sommet Sunday situé à 1 284 m (4 213 ft) d'altitude. Peu après, elle descend à nouveau vers Princeton où elle rencontre la route 5A.
Après Princeton, la route 3 continue vers le sud-est jusqu'à Keremeos, où elle rencontre la route 3A. Continuant son trajet vers le sud-est, la route passe par le Col Richter et atteint la ville d'Osoyoos où elle croise la route 97. À l'est d'Osoyoos, la route traverse le Lac Osoyoos avant d'entrer dans la Chaîne Monashee. Elle effectue plusieurs virages en lacets avant d'atteindre le sommet de Anarchist Mountain. Elle passe ensuite tout près de la frontière canado-américaine et continue son trajet vers l'est.

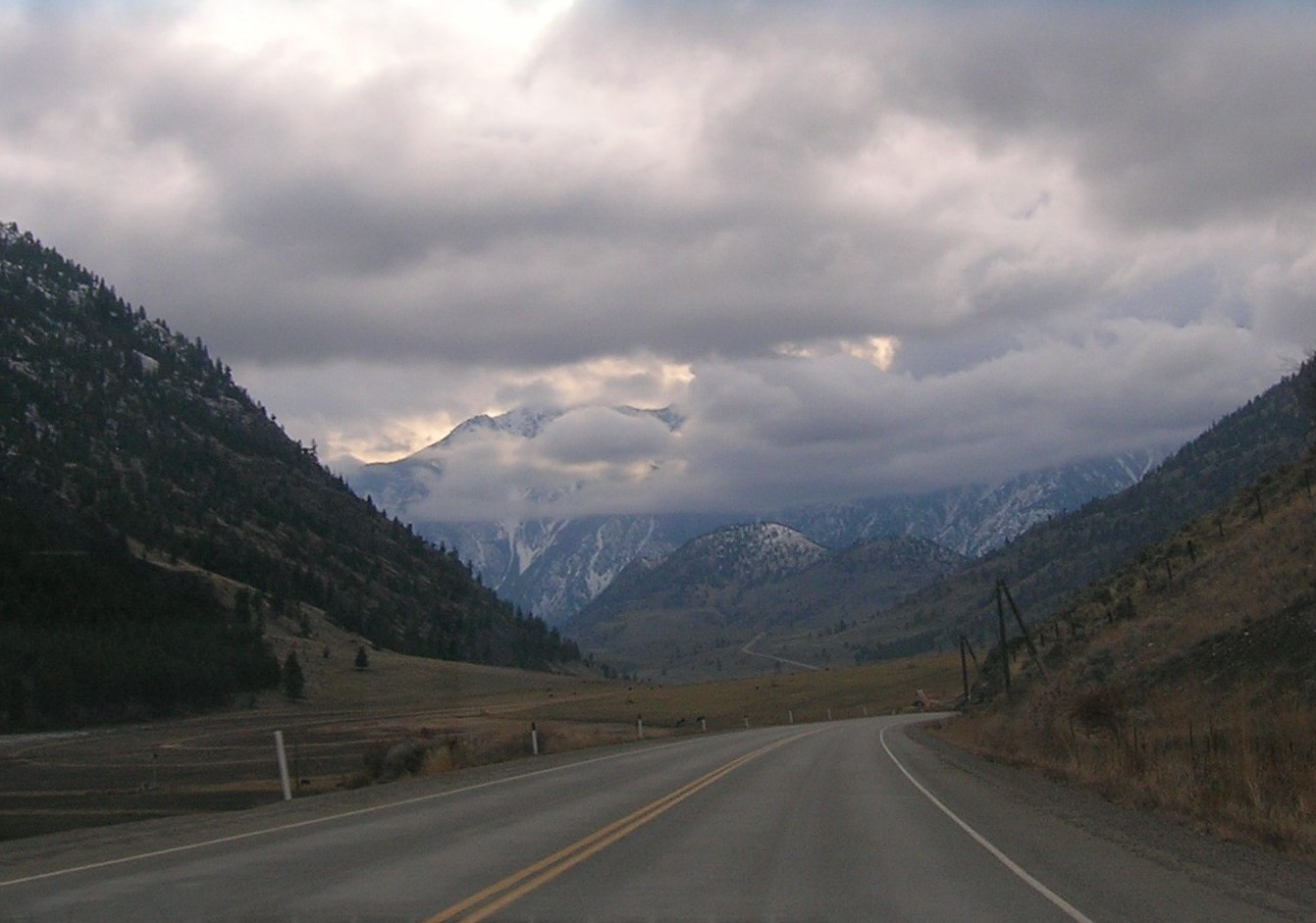
Dans la Vallée de Similkameen en direction ouest

La route 3 rencontre la route 33 à Rock Creek et longe la rivière Kettle jusqu'à Midway avant d'entrer à Greenwood et de croiser la route 41 à Carson, à environ 5 km (3 mi) à l'ouest de Grand Forks. Plus à l'est, la route rencontre la route 395 à Christina Lake. La route continue vers l'est et traverse le Parc provincial Nancy Greene. Elle passe ensuite par Castlegar et y traverse le fleuve Columbia. Plus à l'est, elle atteint Salmo et forme un multiplex avec la route 6. Elle se dirige vers le sud sur 14 km (9 mi) pour ensuite se séparer et poursuivre vers l'est.
À la fin du multiplex, la route 3 se dirige vers la Chaîne Selkirk et traverse le Col Kootenay qui, avec 1 774 m (5 820 ft) d'altitude, est le plus haut point de la route Crowsnest. La route atteint ensuite la ville de Creston. Elle continue vers l'est et atteint Yahk. Elle y rejoint la route 95 vers le nord-est sur 72 km (45 mi) en longeant la rivière Moyie jusqu'à Cranbrook. Là, la route 3 rejoint la route 93 et les routes se dirigent vers le sud-est jusqu'à Elko, en passant par le sillon des Rocheuses. Elle traverse la rivière Kootenay et entre dans les Rocheuses à Elko. La route se dirige alors vers Fernie et Sparwood, au nord-est. À Sparwood, la route se dirige vers l'est et, après 19 km (12 mi), elle rejoint le Col du Nid de Corbeau, à une altitude de 1 382 m (4 534 ft). C'est à cet endroit que se trouve la ligne continentale de partage des eaux et la frontière de l'Alberta. La route 3 continue comme route 3 en Alberta.

## Intersections majeures
| District régional                               | Ville                                               | km                                            | Sortie                                                               | Destinations                                                                       | Notes                                                                                               |
| ----------------------------------------------- | --------------------------------------------------- | --------------------------------------------- | -------------------------------------------------------------------- | ---------------------------------------------------------------------------------- | --------------------------------------------------------------------------------------------------- |
| Fraser Valley                                   | Hope                                                | 0,00                                          | —                                                                    | BC-1 ouest – Vancouver                                                             | La BC-3 ouest devient la BC-1 ouest                                                                 |
| Fraser Valley                                   | Hope                                                | 0,00                                          | 170                                                                  | BC-1 est – Hope, Cache Creek, Prince George                                        | Terminus ouest du multiplex avec la BC-5; terminus sud de la BC-5; pas de sortie en direction ouest |
| Fraser Valley                                   | Hope                                                | 0,99                                          | 171                                                                  | Vers BC-1 est – Hope, Cache Creek                                                  | Sortie direction ouest seulement                                                                    |
| Fraser Valley                                   | Hope                                                | 3,08                                          | 173                                                                  | Old Hope-Princeton Way                                                             | Pas d'entrée en direction ouest                                                                     |
| Fraser Valley                                   |                                                     | 6,67                                          | 177                                                                  | BC-5 nord (Coquihalla Highway) – Merritt, Kamloops                                 | Terminus est du multiplex avec la BC-5                                                              |
| Limite Fraser Valley–Okanagan-Similkameen       | Parc Manning                                        | 58,02                                         | Col Allison – 1 342 m (4 403 pi)                                     | Col Allison – 1 342 m (4 403 pi)                                                   | Col Allison – 1 342 m (4 403 pi)                                                                    |
| Okanagan-Similkameen                            |                                                     | 99,77                                         | Sommet Sunday – 1 284 m (4 213 pi)                                   | Sommet Sunday – 1 284 m (4 213 pi)                                                 | Sommet Sunday – 1 284 m (4 213 pi)                                                                  |
| Okanagan-Similkameen                            | Princeton                                           | 133,93                                        |                                                                      | BC-5A nord – Merritt, Kamloops                                                     | Terminus sud de la BC-5A                                                                            |
| Okanagan-Similkameen                            | Keremeos                                            | 201,11                                        | BC-3A nord – Penticton                                               | Terminus sud de la BC-3A                                                           | |
| Okanagan-Similkameen                            | Osoyoos                                             | 247,11                                        | BC-97 – Penticton, Oliver, Frontière, Oroville                       |                                                                                    | |
| Okanagan-Similkameen                            | Osoyoos                                             | 248,80                                        | Pont Osoyoos Trestle au-dessus du Lac Osoyoos                        | Pont Osoyoos Trestle au-dessus du Lac Osoyoos                                      | |
| Kootenay Boundary                               |                                                     | 287,81                                        | Sommet Anarchist – 1 233 m (4 045 pi)                                | Sommet Anarchist – 1 233 m (4 045 pi)                                              | |
| Kootenay Boundary                               | Rock Creek                                          | 299,12                                        | BC-33 nord – Kelowna                                                 | Terminus sud de la BC-33                                                           | |
| Kootenay Boundary                               |                                                     | 368,53                                        | BC-41 sud – Frontière                                                | Terminus nord de la BC-41                                                          | |
| Kootenay Boundary                               | Christina Lake                                      | 392,10                                        | BC-395 sud – Frontière, Spokane                                      | Terminus nord de la BC-395                                                         | |
| Kootenay Boundary                               |                                                     | 406,39                                        | Col Bonanza – 1 535 m (5 036 pi)                                     | Col Bonanza – 1 535 m (5 036 pi)                                                   | |
| Kootenay Boundary                               | 441,53                                              | BC-3B est – Rossland, Trail                   | Terminus ouest de la BC-3B                                           |                                                                                    | |
| Central Kootenay                                | Castlegar                                           | 467,95                                        | BC-22 sud / Columbia Avenue – Centre-ville de Castlegar, Trail       | Terminus nord de la BC-22; échangeur                                               | |
| Central Kootenay                                | Castlegar                                           | 468,78                                        | Pont Kinnaird au-dessus du fleuve Columbia                           | Pont Kinnaird au-dessus du fleuve Columbia                                         | |
| Central Kootenay                                | Castlegar                                           | 469,21                                        | BC-3A est – Nelson                                                   | Terminus ouest de la BC-3A; échangeur                                              | |
| Central Kootenay                                |                                                     | 495,67                                        | BC-3B ouest – Rossland, Trail                                        | Terminus est de la BC-3B                                                           | |
| Central Kootenay                                | Salmo                                               | 506,07                                        | BC-6 nord – Nelson                                                   | Terminus ouest du multiplex avec la BC-6                                           | |
| Central Kootenay                                |                                                     | 520,23                                        | BC-6 sud – Frontière, Spokane                                        | Terminus est du multiplex avec la BC-6                                             | |
| Central Kootenay                                | 543,27                                              | Col Kootenay – 1 774 m (5 820 pi)             | Col Kootenay – 1 774 m (5 820 pi)                                    |                                                                                    | |
| Central Kootenay                                | 582,34                                              | Traverse la rivière Kootenay                  | Traverse la rivière Kootenay                                         |                                                                                    | |
| Central Kootenay                                | Creston                                             | 585,08                                        | BC-21 sud – Frontière, Coeur d'Alene                                 | Terminus nord de la BC-21                                                          | |
| Central Kootenay                                | Creston                                             | 586,50                                        | BC-3A nord – Traversier du Lac Kootenay, Nelson                      | Terminus ouest de la BC-3A; échangeur                                              | |
| Central Kootenay                                | Yahk                                                | 626,59                                        | BC-95 sud – Frontière, Coeur d'Alene                                 | Terminus ouest du multiplex avec la BC-21                                          | |
| East Kootenay                                   | Cranbrook                                           | 698,91                                        | BC-95A nord – Kimberley                                              | Terminus sud de la BC-95A; échangeur                                               | |
| East Kootenay                                   |                                                     | 704,34                                        | BC-93 nord / BC-95 nord – Fort Steele, Invermere, Radium Hot Springs | Terminus est du multiplex avec la BC-95; terminus ouest du multiplex avec la BC-93 | |
| East Kootenay                                   | 730,34                                              | Pont Wardner au-dessus de la rivière Kootenay | Pont Wardner au-dessus de la rivière Kootenay                        |                                                                                    | |
| East Kootenay                                   | Elko                                                | 760,08                                        | BC-93 sud – Frontière, Missoula                                      | Terminus est du multiplex avec la BC-93                                            | |
| East Kootenay                                   |                                                     | 772,00                                        | Tunnel Elko                                                          | Tunnel Elko                                                                        | |
| East Kootenay                                   | Sparwood                                            | 821,89                                        | BC-43 nord – Elkford                                                 | Terminus sud de la BC-43                                                           | |
| East Kootenay                                   |                                                     | 841,29                                        | Col du Nid de Corbeau – 1 358 m (4 455 pi)                           | Col du Nid de Corbeau – 1 358 m (4 455 pi)                                         | |
| East Kootenay                                   | AB-3 est – Crowsnest Pass, Fort Macleod, Lethbridge | 841,29                                        | Continue en Alberta                                                  |                                                                                    | |
| - Transition de multiplex - Transition de route |                                                     |                                               |                                                                      |                                                                                    | |